# Johannes Capreolus
Johannes Capreolus (franska: Jean Capréolus), kallad "thomisternas furste", född 1380 i Rodez, död 6 april 1444 i Rodez, var en fransk dominikan och skolastisk filosof och teolog. Han var influerad av Thomas av Aquino.

## Biografi
I början av 1400-talet föreläste Capreolus om Petrus Lombardus Sentenser vid Paris universitet.
I Défense de la doctrine de St. Thomas (1409–1433; fyra band) försvarar Capreolus Thomas av Aquinos teologi gentemot kritiker som Johannes Duns Scotus, Henrik av Gent, Johannes av Ripa, Guiu de Terrena, Petrus Aureoli, Guillaume Durand, Gregorius av Rimini och William Ockham. Capreolus fick därför hedersnamnet Princeps Thomistarum, "thomisternas furste".